# Merville (Norte)
 Merville  es una población y comuna francesa, en la región de Norte-Paso de Calais, departamento de Norte, en el distrito de Dunkerque y cantón de Merville.

## Demografía
| 8289 | 8601 | 8658 | 9050 | 9026 | 8903 |
| Para los censos de 1962 a 1999 la población legal corresponde a la población sin duplicidades (Fuente: INSEE [Consultar]) |      |      |      |      |      |